# 奧德納羅-揚塔爾諾耶湖
56°01′44″N 30°44′03″E / 56.02889°N 30.73417°E
奧德納羅-揚塔爾諾耶湖（俄语：Однаро-Янтарное），是俄羅斯的湖泊，位於該國西北部，由普斯科夫州負責管轄，處於大盧基區，面積1.5平方公里，集水區面積4.78平方公里，平均水深4.6米，最大水深9.2米。